# The Girl on the Train
The Girl on the Train (A Rapariga no Comboio (título em Portugal) ou A Garota no Trem (título no Brasil)) é um romance do género suspense psicológico da autora britânica Paula Hawkins. Em Portugal a obra foi publicada pela 2020 Editora, com a tradução de José João Letria e revisão de Diogo Montenegro. No Brasil o livro foi publicado pelo Grupo Editorial Record.
O romance debutou em primeiro lugar na lista dos best-sellers ficcionais do The New York Times (na categoria Impressão Combinada e Livros Eletrónicos) datada de 1 de fevereiro de 2015 e manteve-se na primeira posição por treze semanas consecutivas, até 26 de abril de 2015. Muitos críticos mencionam o livro como o próximo Gone Girl, um romance popular de 2012.
No início de março de 2015, o romance vendeu mais de um milhão de cópias e em abril, foram vendidas mais de 1,5 milhão de cópias. O livro permaneceu por vinte semanas no topo dos livros mais vendidos do Reino Unido.
Os direitos de adaptação do livro para o cinema foram adquiridos pela Dreamworks em 2014, para a Marc Platt Productions.

## Traduções
Na França a obra foi traduzida por Corinne Daniellot e publicada pela editora Sonatine Éditions, sob o título de La Fille du Train. Na Itália o livro foi publicado pela editora Edizioni Piemme e traduzido por B. Porteri, sob o título de La Ragazza del Treno. Na Espanha o livro foi publicado pela Editorial Planeta e traduzido por Aleix Montoto, com o título de La Chica del Tren.

## Adaptação cinematográfica
Os direitos cinematográficos do livro foram adquiridos pela DreamWorks SKG a 24 de março de 2014, com Marc Platt escolhido como o produtor. A 12 de maio de 2015, foi anunciado que o realizador de The Help, Tate Taylor, realizará o filme baseado no argumento escrito por Erin Cressida Wilson. A 5 de junho de 2015, foi anunciado que a atriz britânica Emily Blunt, estava em negociações para fazer o papel da Rachel. Em julho de 2015, a autora do livro, Paula Hawkins, noticiou que o cenário do filme foi transferido da Inglaterra para os Estados Unidos.